# Мыла (приток Лены)
Мыла́ — река в Мегино-Кангаласском улусе Якутии. Длина реки — 101 км, площадь водосборного бассейна — 1410 км². Исток реки расположен близ населённого пункта Хочо, впадает в реку Лену. В верхнем течении пересыхает и проходит через несколько озёр. На реке расположены населённые пункты: Хочо, Тымпай, Олёнгнех-Сайылык и Хаптагай.

## Фотографии

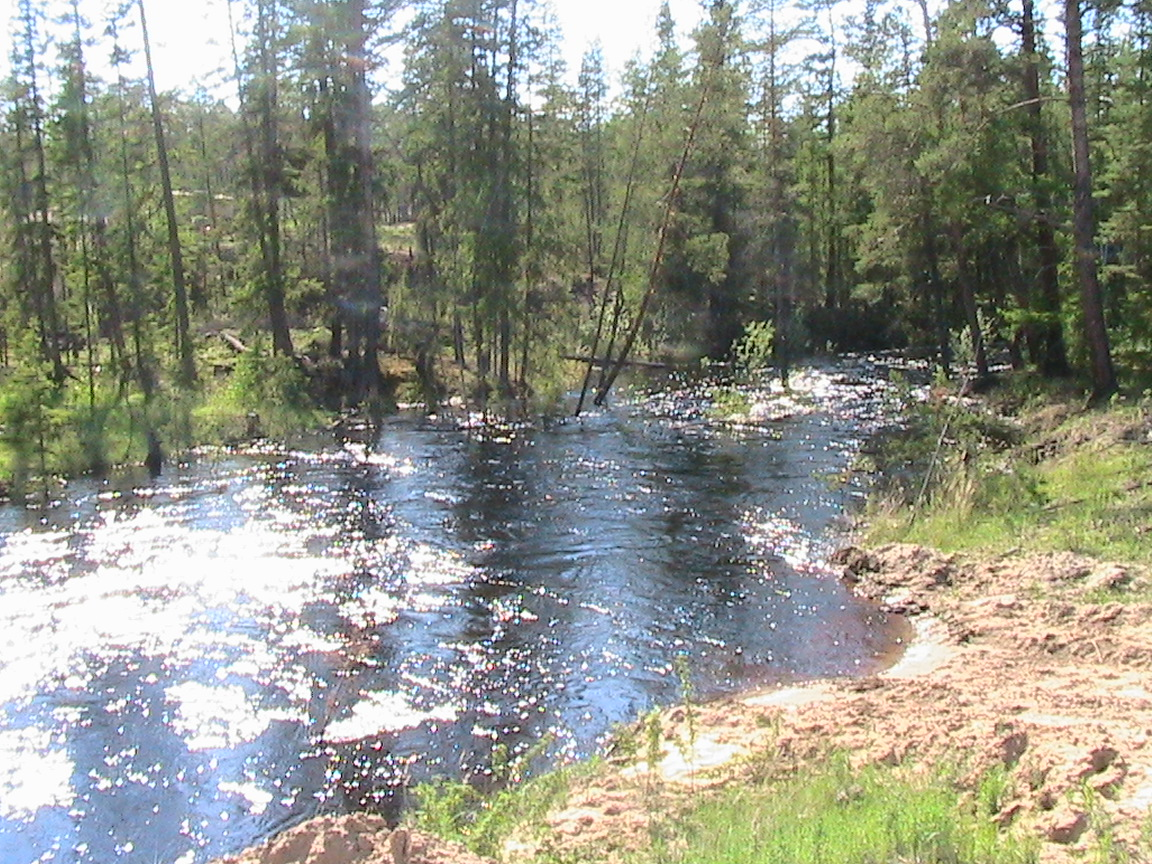
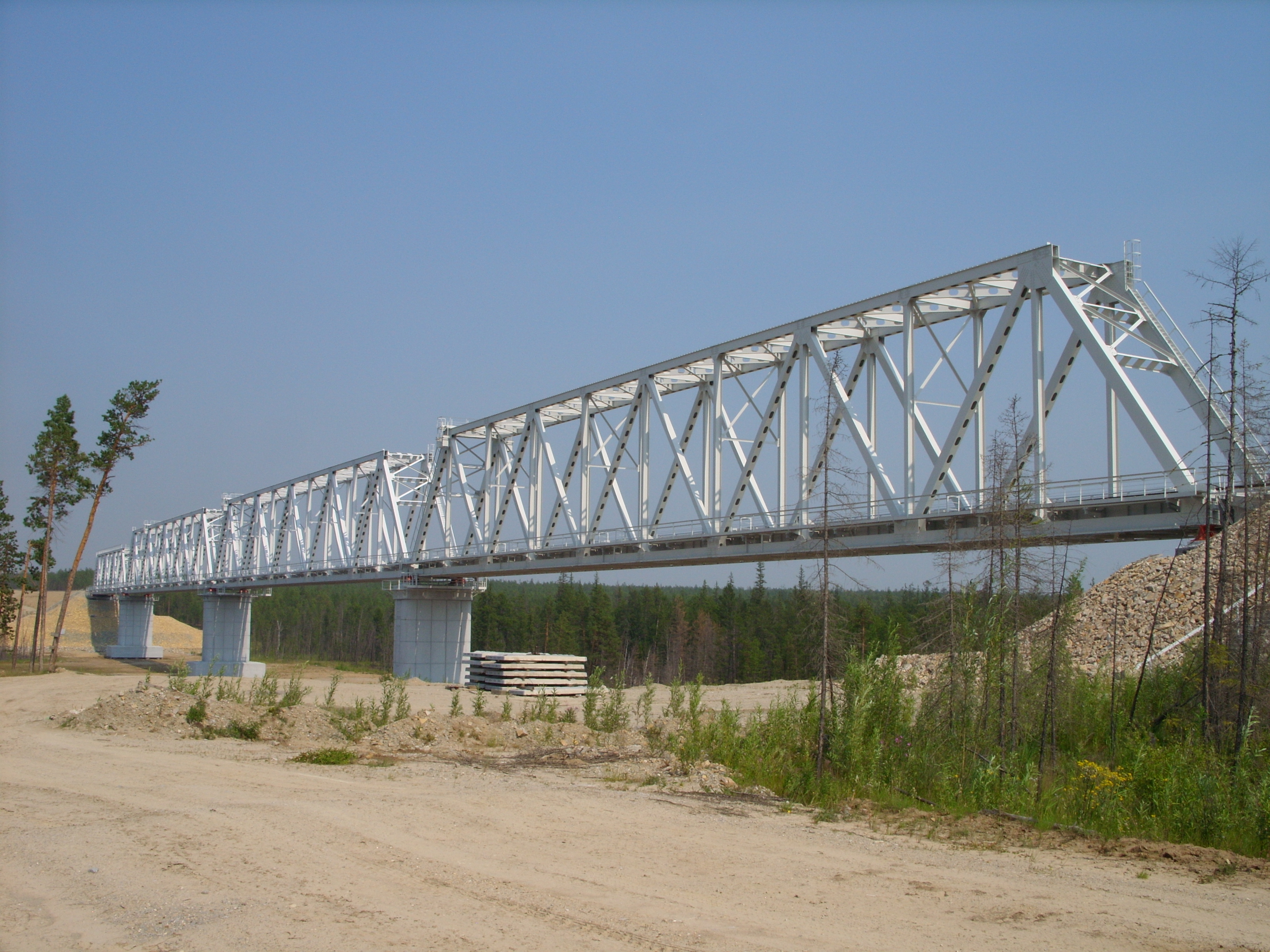
Железнодорожный мост через Мылу на АЯМе
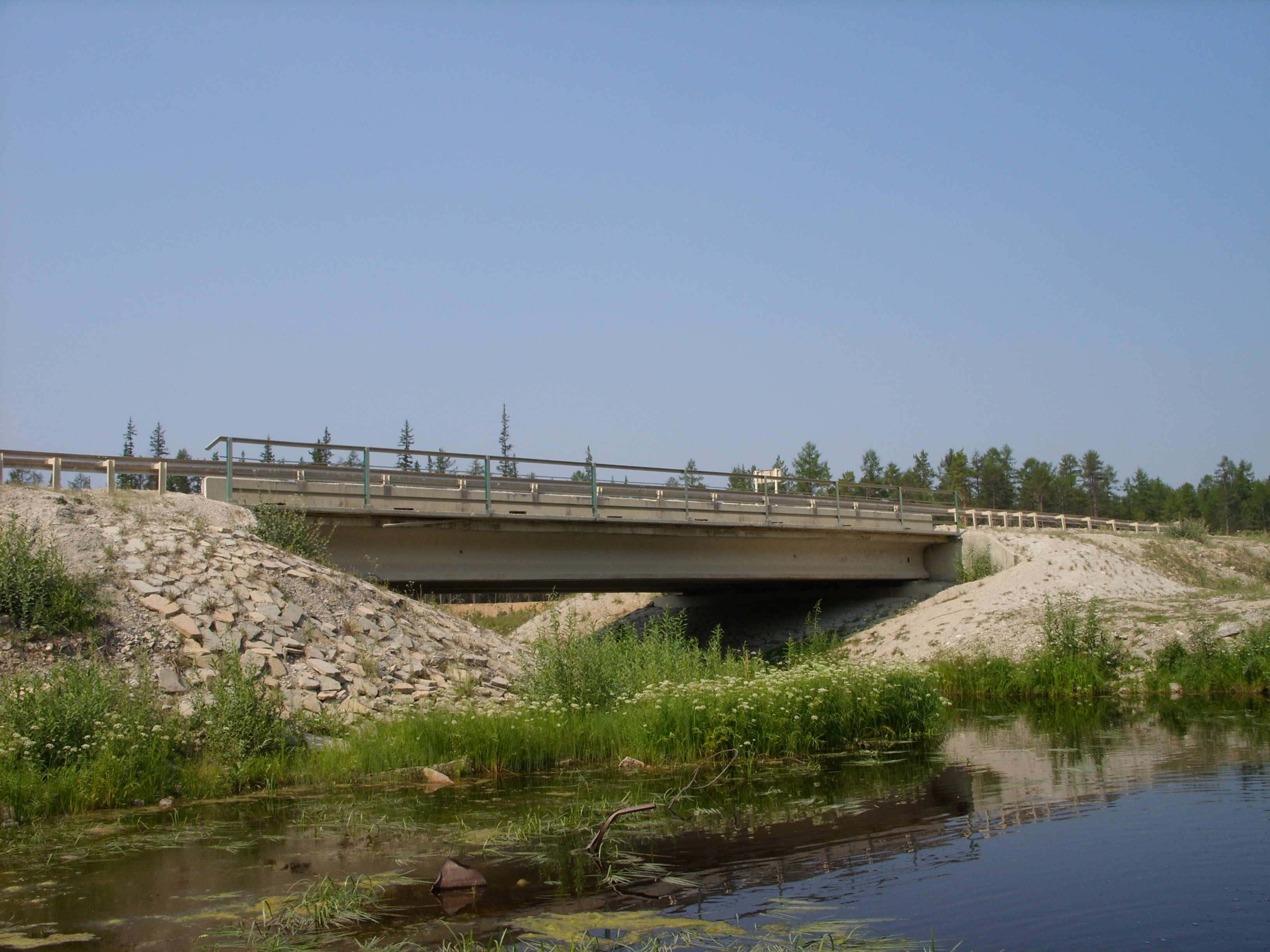
Автомобильный мост на трассе А-360
- Речка Мыла, видео